# Hrabia Albemarle

## Informacje ogólne
- Dodatkowymi tytułami hrabiego Albemarle są:
  - wicehrabia Bury
  - baron Ashford
- Najstarszy syn hrabiego Albemarle nosi tytuł wicehrabiego Bury

Hrabiowie Albemarle 1. kreacji (parostwo Anglii)
- 1081–1090: Adelajda, 1. hrabina Albemarle
- 1090–1127: Stefan, 2. hrabia Albemarle

Hrabiowie Albemarle 2. kreacji (parostwo Anglii)
- 1138–1179: William le Gros, 1. hrabia Albemarle
- 1179–1214: Hawise, 2. hrabina Albemarle
- 1214–1241: William de Forz, 3. hrabia Albemarle
- 1241–1260: William de Forz, 4. hrabia Albemarle
- 1260–1269: Thomas de Forz, 5. hrabia Albemarle
- 1269–1274: Aveline de Forz, 6. hrabina Albemarle

Hrabiowie Albemarle 3. kreacji (parostwo Anglii)
- 1412–1421: Tomasz Lancaster, 1. hrabia Albemarle

Hrabiowie Albemarle 4. kreacji (parostwo Anglii)
- 1697–1718: Arnold Joost van Keppel, 1. hrabia Albemarle
- 1718–1754: Willem Anne van Keppel, 2. hrabia Albemarle
- 1754–1772: George Keppel, 3. hrabia Albemarle
- 1772–1849: William Charles Keppel, 4. hrabia Albemarle
- 1849–1851: Augustus Frederick Keppel, 5. hrabia Albemarle
- 1851–1891: George Thomas Keppel, 6. hrabia Albemarle
- 1891–1894: William Coutts Keppel, 7. hrabia Albemarle
- 1894–1942: Arnold Allan Cecil Keppel, 8. hrabia Albemarle
- 1942–1979: Walter Egerton George Lucian Keppel, 9. hrabia Albemarle
- 1979 -: Rufus Arnold Alexis Keppel, 10. hrabia Albemarle

Następca 10. hrabiego Albemarle: Augustus Sergei Darius Keppel, wicehrabia Bury